# Nohar
Nohar é uma cidade e um município no distrito de Hanumangarh, no estado indiano de Rajastão.

## Geografia
Nohar está localizada a 29° 11′ N, 74° 46′ L. Tem uma altitude média de 186 metros (610 pés).

## Demografia
Segundo o censo de 2001, Nohar tinha uma população de 42,302 habitantes. Os indivíduos do sexo masculino constituem 53% da população e os do sexo feminino 47%. Nohar tem uma taxa de literacia de 61%, superior à média nacional de 59.5%: a literacia no sexo masculino é de 70% e no sexo feminino é de 52%. Em Nohar, 16% da população está abaixo dos 6 anos de idade.